# Кочина
 Тази статия е за помещението за отглеждането на прасета.  За селото в Гърция вижте Кочина (село).  За селото със старо име Кочина, вижте Професор Иширково.
Кочина (на старобългарски котьць означаващо клетка за животни, кошарка), или още свинарник, е заградено място, обикновено малка сграда с дворче за отглеждане на прасета. В преносен смисъл думата се използва да означи мръсно и неприветливо място. Свинете нямат потни жлези, поради което трябва да живеят в кал и вода, за да могат да контролират собствената си температура. Крупни сгради със съоръжения за изхранване и почистване и вентилация от този тип обикновено се наричат свинеферми.
За целите на изпълнението на Държавната програма за контрол и изкореняване на заболяването Класическа чума по свинете фермите за отглеждане на свине се делят на няколко типа в зависимост от степента на въвеждане на мерките за биосигурност.
- Индустриални свинеферми – крупни стопанства, въвели мерки за биосигурност. Свинете се отглеждат интензивно в халета с подходящи оптимални условия за разплод и угояване на прасетата.
- Фамилни ферми, категория A – ферми с въведени мерки за биосигурност, но по-малък капацитет от предните.
- Фамилни ферми, категория Б – ферми, в които не всички мерки за биосигурност са въведени.
- Заден двор – стопанства, в които се отглеждат свине, предназначени само за собствена консумация. Отглеждат се в примитивни сгради, в които почти не са спазени мерките за биосигурност.
- Стада от Източно-балкански свине – отглеждат се при пасищни условия. Нощуват в кочини, наречени „свин“, изградени в гората на специално отредено за целта място.